# Nilus leoninus
Nilus leoninus is een spinnensoort uit de familie van de kraamwebspinnen (Pisauridae).
De wetenschappelijke naam van de soort werd, als Thalassius leoninus, voor het eerst geldig gepubliceerd in 1916 door Embrik Strand.